# Millones
Los «Millones» y luego  «Millones y Cientos» eran durante los siglos XVI y XVII un impuesto indirecto sobre la alimentación instaurado por Felipe II y aprobado por las Cortes de Castilla el 4 de abril de 1590. Se aplicaba sobre el consumo de las seis especias: vino, vinagre, aceite, carne, jabón y velas de sebo, se renovaba de seis en seis años.

## Historia

Territorios representados por las ciudades con voto en Cortes en el (se colorea también el territorio de las "provincias vascongadas" o "exentas", de régimen foral propio, que no enviaban procuradores a Cortes, tampoco el reino de Navarra, que ya estaba incorporado, pero conservaba sus propias Cortes.)

El origen de este impuesto extraordinario se encuentra en la tradición medieval de los "pedidos". El "pedido", "petitio" en latín, era una contribución extraordinaria que se pagaba a la Corona en los reinos de León y Castilla durante la Edad Media. La primera vez que la Corona solicitó una contribución de este tipo parece ser que tuvo lugar bajo el reinado de Alfonso VI, quien tras la invasión de los almorávides y por tanto la desaparición de las parias que pagaban los reinos de taifas, impuso en 1091 un tributo extraordinario para costear la guerra. A partir de aquel momento se generalizó la costumbre de que la Corona solicitase ciertas cantidades a sus súbditos que normalmente solían ser de varios millones de maravedís. Por el hecho de tratarse de peticiones del monarca se conocieron como "petitio" y como "pedido forero". A mediados del siglo XIII desaparecieron este tipo de pedidos para transformarse en un servicio que concedían las Cortes al rey, aunque continuó manteniendo su naturaleza extraordinaria. 
En el siglo XVI, las Cortes de Madrid del año 1528 otorgaron un servicio de 200 millones de maravedís al emperador Carlos V. Felipe II, como respuesta temporal al desastre de la Grande y Felicísima Armada para construir una nueva Armada y costear el esfuerzo militar que llevaba a cabo en ese tiempo España fuera de sus fronteras, recurrió a un pedido de estas características. El impuesto consistía en proveer a la corona para tales efectos de ocho millones de ducados a pagar en seis años (de 1590 a 1596), es decir 500 millones de maravedís en cada año, extraídos a los contribuyentes castellanos a través del vino, la carne, el aceite y el vinagre. El impuesto fue renovado por las cortes en 1596.
Este impuesto también fue usado por los sucesores de Felipe II: Felipe III, Felipe IV y Carlos II. Así con Felipe III correspondía a 3 millones de ducados al año, al final de su reino se redujo a 2 millones. Gobernando Felipe IV, en 1624 se renovó en las cortes 2 millones de ducados al año, que fue aumentado en 1626 a 4 millones de ducados al año con nuevas cargas al papel, sal y embarque en puertos; en 1632 se renovó por 2 millones y medio de ducados al año; en 1649 subieron nuevamente a 4 millones anuales. A partir de 1655 la renovación del impuesto era prácticamente automática y a partir de 1668 la renovaba la Junta de asistentes a Cortes.
La complejidad del sistema fiscal hizo que para el cobro de estos «servicios de millones» se establecieran los llamados cientos como elevación del tipo teórico de las alcabalas.
Este nuevo impuesto supuso un mayor empobrecimiento de la población castellana a lo largo del siglo XVII al subir el precio de las materias básicas. Si bien era uno de los pocos impuestos de los que la nobleza no estaba exenta, en origen fue la alternativa propuesta por la oposición de la nobleza a impuestos directos sobre las clases privilegiadas.